# Angela Browning
Angela Frances Browning, baronne Browning, née Angela Frances Pearson le 4 décembre 1946 à Reading, dans le Berkshire, est une femme politique britannique du Parti conservateur. Elle est députée pour la circonscription de Tiverton de 1992 à 1997 puis de Tiverton and Honiton de 1997 à 2010.

## Biographie

### Jeunesse
Son père est technicien de laboratoire à l'université de Reading. Elle fait ses études à la Westwood Grammar School for Girls (un lycée, maintenant appelé Prospect School) sur Honey End Lane à Reading, à l'université de Thames Valley et au Bournemouth College of Technology.
Elle est tutrice d'économie domestique en éducation pour adulte de 1968 à 1974. Elle est infirmière auxiliaire pendant un an en 1976. Elle est nommée responsable des ventes et de la formation chez General Electric Company en 1977. En 1985, elle devient consultante indépendante en gestion et devient également directrice du bureau du Small Business jusqu'en 1994. De 1988 à 1992, elle est présidente de Women into Business.

### Carrière politique
Elle se présente à Crewe AND Nantwich aux élections générales de 1987, mais est battue par la sortante travailliste Gwyneth Dunwoody par seulement 1092 voix. Elle est choisie pour le siège conservateur sûr de Tiverton après la retraite de Robin Maxwell-Hyslop, qui avait occupé le siège pendant 32 ans. Elle est élue confortablement aux élections générales de 1992 avec une majorité de 11 089 voix. Elle prononce son premier discours le 12 juin 1992.
Après son élection, Browning est membre du comité spécial de l'agriculture en 1992. Elle est nommée Secrétaire parlementaire privé du ministre d'État au ministère de l'Éducation et de l'Emploi Michael Forsyth en 1993. Toujours en 1993, elle est présidente de la National Autistic Society. Elle entre dans le gouvernement de John Major en 1994 comme sous-secrétaire d'État parlementaire au ministère de l'Agriculture, de la Pêche et de l'Alimentation, où elle reste jusqu'à la chute du gouvernement Major. Elle devient vice-présidente de la National Alzheimer's Disease Society en 1997.
Son siège à Tiverton est aboli, mais elle se présente au siège redécoupé de Tiverton and Honiton qu'elle remporte avec une majorité fortement réduite de 1653 voix .
Après que John Major ait démissionné de la direction du Parti conservateur, elle dirige l'équipe de campagne de John Redwood. Elle est nommée porte-parole de l'opposition sur l'éducation et l'emploi sous William Hague, mais elle démissionne en 1998 pour s'occuper de son fils adulte autiste, Robin. Cependant, Hague la fait entrer dans le Cabinet fantôme en tant que secrétaire fantôme au commerce et à l'industrie et, en 2000, elle est le Leader fantôme de la Chambre des communes. Après les élections générales de 2001, elle est brièvement porte-parole de l'opposition sur les affaires constitutionnelles, avant de devenir vice-présidente du Parti conservateur de 2000 à 2004.
Aux élections générales de 2005, Browning augmente sa majorité à 11 051 voix. Elle est membre des comités spéciaux des comptes publics et des normes et privilèges.
Le 17 novembre 2006, Browning annonce son intention de ne pas se porter candidate aux élections générales de 2010.

### Chambre des lords
Le 9 juillet 2010, elle est créée pair à vie en tant que baronne Browning, de Whimple dans le comté de Devon, et est présentée à la Chambre des lords le 13 juillet 2010, où elle siège au sein des conservateurs.
Le 11 mai 2011, elle remplace James Brokenshire en tant que ministre de la prévention du crime et de la réduction des comportements antisociaux dans le gouvernement de coalition à la suite de la démission de Lady Neville-Jones en tant que ministre de la Sécurité . Lady Browning est également ministre d'État du ministère de l'Intérieur à la Chambre des Lords, ce qui en fait la chef de file de toutes les activités du ministère de l'Intérieur à la Chambre haute.
Elle quitte le gouvernement pour des raisons de santé le 16 septembre 2011 et est remplacée au ministère de l'Intérieur par Lord Henley .

### Vie privée
Elle épouse David Browning le 6 janvier 1968 à Bournemouth. Ils ont deux fils.